# Молодість та інші оповідання
Молодість та інші оповідання (ang. Youth, a Narrative, and Two Other Stories) — збірка творів британського письменника Джозефа Конрада. Книга, опублікована в 1902 році, містить один із найвідоміших творів Конрада, роман «Серце пітьми».

## Зміст
- Молодість (Youth), вперше опубліковано у «Blackwood's Magazine» у 1898 році;
- Серце пітьми (Heart of Darkness), вперше опубліковано в «Blackwood's Magazine» у 1899 році;
- Кінець неволі (The End of the Tether), раніше не публікувався.

## Переклади українською
- Джозеф Конрад. Серце пітьми. Переклад з англійської — Ігор Андрущенко.  Львів: «Астролябія». 2015. 160 стор. ISBN 978-617-664-081-3
- Джозеф Конрад. Серце темряви. Переклад з англійської — Марія Головко. Київ: «Знання». 2015. 175 стор. ISBN 978-617-07-0320-0
- Джозеф Конрад. Серце пітьми. Переклад з англійської — Тарас Бойко. Київ: «Комубук». 2016. 176 стор. ISBN 978-966-97490-5-5
- Джозеф Конрад. Зроби або помри: морські історії[1]. Переклад з англійської — П. Таращук, С. Вільховий, Л. Гончар та М. Рошківський. Київ: «Темпора». 2011. 528 стор. (Серія «Бібліотека „ЛітАкценту“») ISBN 978-617-569-065-9
- Джозеф Конрад. «Кінець неволі». Переклад з англійської: Михайло Калинович. Київ: Слово. 1928. 207 стор.

## Екранізація
- Апокаліпсис сьогодні (ang."Apocalypse Now", 1979) — за новелою «Серце пітьми», реж. Френсіс Форд Коппола, актори Мартін Шин і Марлон Брандо,
- Серце темряви (Heart of Darkness, 1993) — реж. Ніколас Роуг, актори Тім Рот і Джон Малкович,
- Молодість (2016), екранізація оповідання Молодість, режисер Жюльєн Самані.